# Uszkai Árpád
Uszkai Árpád (Nagykároly, 1945. október 6.–) erdélyi magyar helytörténész.

## Életútja
Középiskolai tanulmányait Tasnádon végezte (1963), majd a BBTE-n szerzett magyar nyelv- és irodalom szakos tanári képesítést (1972). Előbb Nyárádselyén tanított (1972–73), azóta a szilágypéri Általános Iskola tanára.

## Munkássága
Művelődéstörténeti és néprajzi tárgyú cikkeit (A szőlőtermesztés története Szilágypérben, A szőlőtermesztés szakszókincse, Budai Ézsaiás szellemi hagyatéka) a Művelődés, ill. a Szatmári Friss Újság közölte.
Társszerzője a Szilágypér község kismonográfiája c. kötetnek (Bokor Irénnel, Szatmárnémeti, 2000).